# Krzyż Obrony Narodowej
Krzyż Obrony Narodowej (węg. Nemzetvédelmi Kereszt) – odznaczenie węgierskie nadawane w latach 1940–1946 osobom działającym na rzecz Węgier na obszarach utraconych po traktacie w Trianon z 1920, a później częściowo odzyskanych podczas pierwszego i drugiego arbitrażu wiedeńskiego oraz ataku na Królestwo Jugosławii.
Odznaka miała kształt heraldycznego krzyża kawalerskiego wykonanego z oksydowanego i posrebrzanego brązu o wymiarach 39 × 39 mm, z umieszczonym w środku węgierskim herbem zwieńczonym Koroną Świętego Stefana.
Wstążka była składana w trójkąt o boku 40 mm; miała barwy zielono-czerwone z dzielącym je wąskim białym paskiem o szer. 5 mm (czyli węgierskie kolory narodowe).